# Dichaetophora raridentata
Dichaetophora raridentata är en tvåvingeart som först beskrevs av Toyohi Okada och In Cho Chung 1960.  Dichaetophora raridentata ingår i släktet Dichaetophora och familjen daggflugor. Inga underarter finns listade i Catalogue of Life.